# The Silent Man (film 2017)
The Silent Man (Mark Felt: The Man Who Brought Down the White House) è un film del 2017 scritto e diretto da Peter Landesman.
Il film si basa sulla vita di Mark Felt, interpretato dall'attore Liam Neeson, il vicedirettore dell'FBI divenuto noto come "Gola profonda", per aver aiutato i giornalisti Bob Woodward e Carl Bernstein a scoprire lo scandalo Watergate, fornendogli informazioni riservate.

## Trama
Washington, 1972. Mark Felt, vicedirettore dell'FBI, viene incaricato di indagare su di un'effrazione avvenuta ai danni dell'ufficio per il comitato nazionale democratico presso l'Hotel Watergate, per la quale la polizia ha arrestato cinque persone.
Indagando, Felt scopre che gli arrestati, a prima vista simpatizzanti repubblicani, sono in realtà legati strettamente ad alcune figure chiave del partito. Proprio sul più bello, il nuovo direttore dell'FBI, L. Patrick Gray, noto per avere contatti privilegiati con il presidente Nixon, ordina la chiusura delle indagini e l'insabbiamento dell'intera vicenda, che viene ufficialmente liquidata come una banale effrazione.
Per nulla disposto a farsi mettere i piedi in testa, capendo che la verità sia molto più grande di come la si voglia far apparire, Felt continua a condurre segretamente le proprie indagini, i cui risultati vengono poi passati ai giornalisti del Washington Post Woodward e Bernstein, ai quali si presenta con lo pseudonimo di Gola Profonda.
Le rivelazioni di Felt finiscono però per provocare le ire della Casa Bianca, che ricorre a metodi sempre più coercitivi e lesivi della privacy per scoprire l'identità della talpa, tanto che pur di salvarsi Mark non avrà altra scelta che rivolgere deliberatamente i sospetti su alcuni colleghi, oltre a vedere la sua intera squadra smembrata come ulteriore tentativo da parte del presidente di controllare meglio il Bureau e limitare la libertà d'azione dell'informatore.
Alla fine, nonostante tutti i tentativi dei cospiratori di fermarlo, Felt riuscirà nel suo intento di far scoppiare lo scandalo Watergate, cosa che però finirà anche per costargli il suo posto nell'FBI, da cui si dimetterà nel 1973.

## Produzione
A gennaio 2016 è stato annunciato il progetto di un film incentrato sulla figura dell'agente dell'FBI Mark Felt, scritto da Peter Landesman e diretto da Jay Roach. A novembre 2015 è stato comunicato che Landesman avrebbe diretto il film con il titolo di lavorazione Felt, basandosi su una sua sceneggiatura. Nello stesso mese Liam Neeson si è unito al cast nel ruolo principale.
Le riprese sono iniziate a maggio 2016 ad Atlanta.

## Distribuzione
Il film è stato presentato in anteprima l'8 settembre 2017 al Toronto International Film Festival. La Sony Pictures Classics ha acquistato i diritti per la distribuzione statunitense, avvenuta il 29 settembre 2017.